# Fuerza naval albanesa
La Fuerza naval albanesa (en albanés: Forca Detare Shqiptare) es el componente naval de las fuerzas armadas albanesas, anteriormente se llamaba Fuerza de defensa naval albanesa.

## Bases y buques

### Bases
La Armada albanesa tiene bases en los puertos de Durrës y opera varias bases, incluida la base de Kepi y la base de Palit en Durrës y la base de Pashaliman en Vlorë.

### Buques
Los barcos de la armada albanesa son principalmente patrulleras y barcos de apoyo.La Fuerza Naval Albanesa, opera cuatro buques patrulleros Damen Stan tipo 4207, tres de los cuales se construyeron en Albania.  la mayor parte de ellos fueron entregados por la Marina Militar italiana (la Armada italiana), y Estados Unidos, tan sólo un dragaminas ruso continúa en servicio.La Fuerza naval realiza principalmente tareas basadas en el concepto de "una fuerza y dos misiones". 
El marco legal se ha actualizado para facilitar estas misiones y la integración en la Unión Europea y la OTAN. La Fuerza Naval también es la responsable de mantener las ayudas a la navegación, incluidos los faros. La Marina albanesa está pendiente de la llegada de cuatro patrulleras del tipo Stan 4207 provenientes de los Países Bajos. Las naciones de Turquía y Grecia también ayudan a Albania en un esfuerzo común para modernizar la Academia naval y construir instalaciones de reparación en el distrito de Pashaliman. La Marina albanesa, es la responsable de mantener las ayudas a la navegación, y de hacer funcionar los faros.

## Historia
La historia de la marina albanesa se remonta al mando general de las potencias militares en 1925, después de la creación de la república albanesa. Los esfuerzos anteriores por crear una fuerza naval albanesa después de la independencia albanesa en 1912 fracasaron debido al inicio de la Primera Guerra Mundial. En ese período, Albania poseía pocos barcos navales. Tras el establecimiento del Reino de Albania por parte del rey Zog I de Albania en 1928, la marina fue reformada en la Marina Real Albanesa.
Tras la invasión italiana de Albania y la Segunda Guerra Mundial, las Fuerzas Armadas de Albania fueron abolidas y muchos barcos fueron destruidos en los puertos de Albania.
Tras el establecimiento de la República Popular Socialista de Albania, Albania se recuperó de la ocupación italiana y la Segunda Guerra Mundial. En 1945, fue construido un astillero en Durrës para reparar los barcos restantes de Albania.
A mediados de la década de 1950, Albania empezó a modernizar y ampliar su Armada. En 1954, se estableció una unidad de buques torpederos y unas instalaciones en la Isla de Sazan, frente a la costa de Durrës. Una unidad submarina fue establecida en 1958. Una academia naval fue fundada en Vlorë en 1961.
El colapso de la República Popular de Albania comenzó a principios de los años noventa, y finalizó con las Elecciones parlamentarias de Albania de 1992 y la fundación de una nueva república albanesa. 
La caída del comunismo en Albania, inauguró una era de cooperación entre las marinas de Albania y las otras naciones europeas. A partir de la década de 1990, Albania empezó a participar en numerosos ejercicios de búsqueda y rescate junto a otras naciones europeas.
Los barcos de la marina albanesa resultaron gravemente dañados durante el conflicto político de 1997. En marzo de 1998, la armada albanesa atracó en los puertos de Italia para efectuar reparaciones y recibir refugio. Las instalaciones de la Fuerza naval albanesa resultaron dañadas en el conflicto, y se realizaron reparaciones con la ayuda de los Estados Unidos, Italia, Alemania, Grecia, Turquía y otros países. El mismo año, Albania retiró cuatro submarinos de la clase Whisky.
Como resultado de los numerosos acuerdos realizados entre 1998 y 2004, Albania recibió buques patrulleros de Estados Unidos e Italia, para utilizarlos en operaciones de búsqueda y rescate. Los Estados Unidos entregaron cinco barcos en 1998, Italia entregó seis barcos en 2002, e Italia dio otros cinco barcos en 2004.
En 2004, Albania firmó un acuerdo con la Armada Italiana que proporcionó equipamiento y asistencia técnica a la Fuerza naval albanesa, para actualizar las ayudas a la navegación en el país.
En junio de 2007, Albania cambió y reorganizó su marina. La recientemente nombrada Fuerza naval albanesa, se organizó después en dos flotillas y en un batallón de logística militar.